# Charles Roy Henderson
Charles Roy Henderson (* 1. April 1911 bei Coin, Iowa, USA; † 14. März 1989 in Urbana, Illinois, USA) war ein US-amerikanischer Tierzuchtwissenschaftler und Biostatistiker.

## Leben und Wirken
Er war der Sohn eines Landwirts im US-Bundesstaat Iowa, studierte Landwirtschaft an der Iowa State University in Ames (Iowa) u. a. bei Jay Lush und Lanoy Nelson Hazel. Sein Spezialgebiet war zunächst die Tierernährung, in der er die beiden Grade B. Sc. und M. Sc. erreichte. Es folgten eine Tätigkeit als landwirtschaftlicher Berater und vier Jahre Militärdienst bei der US-Armee.
1948 promovierte er bei Lay Lush und Oscar Kempthorne in der Fächerkombination Genetik/mathematische Statistik zum Ph.D. und wurde Privatdozent. 1948-76 war er Professor für Tierzucht und Leiter des dazu gehörigen Instituts an der Cornell University in Ithaka, NY und entwickelte seine bahnbrechenden Modelle zur sichereren Zuchtwertschätzung in der Tierzucht. Im Ruhestand wirkte er noch als Gastprofessor an den Universitäten Guelph (Kanada) und Urbana-Champaign, Illinois (USA). Dazu führte er viele Fortbildungskurse für junge Tierzucht-Wissenschaftler durch.
Aufbauend auf die Vorarbeiten von Sewall Wright und Jay Lush sowie Ronald Fisher und Frank Yates entwickelte Henderson neue Ansätze für die Tierzuchtwissenschaften und die dafür erforderliche Statistik:
- theoretische Arbeiten zur Aufteilung der genetischen Varianzen in additive, dominante und epistatische Komponenten,
- Vorschläge zur Schätzung der allgemeinen und spezifischen Kombinationseignung von Rassen in Kreuzungsprogrammen,[2]
- Verfahren zur Schätzung von Varianzkomponenten bei unbalancierten (nicht gleichmäßig verteilten, d. h. auch teilweise fehlenden) Daten,
- Vorschläge zu Schätzverfahren für gemischte Modelle und deren systematische Einführung in die Zuchtwertschätzung von Haustieren (BLUP: Best Linear Unbiased Prediction – beste lineare unverzerrte Vorhersage)

Das BLUP-Verfahren wurde in der US-amerikanischen Besamungsorganisation „Eastern Artificial Breeders“ erprobt, später weltweit übernommen und sicherte die große Leistungssteigerung bei den Milchrinderrassen.

## Hauptwerk
- Estimation of General, Specific and Maternal Combining Abilities in Crosses among Inbred Lines of Swine. Diss. zum Dr. Ph., 1948, Ames
- Spezifische und allgemeine Kombinationsfähigkeit. In: Heterosis, 1952, S. 352–70.
- Schätzung der Varianz- und Kovarianz-Komponenten. Biometrie, 9, 1953, S. 226–52.
- Auswahl und Prüfung von Jungbullen. Tagungsband der 7. Jahrestagung der National Association of Animal Breeders, 1954, S. 93, Columbia
- Auswahlindex und erwarteter genetischer Fortschritt. In: Statistische Genetik und Pflanzenzüchtung, 1963, S. 141–63
- Eine Bewertungsmethode für Bullen, unter Berücksichtigung unbekannter genetischer und Umwelttrends, von Herdenunterschieden, Jahreszeit, Alterseffekten und unterschiedlichen Abgangsursachen. In: Tagungsband des Symposiums „Schätzung des Zuchtwertes für die Milch bei Bullen und Kühen“, 1965, S. 172–204.
- Ein iteratives Verfahren zur Schätzung der sicheren Effekte und Varianzkomponenten in gemischten Modellen. Mit E. P. Cunningham. In: Biometrie, 24, 1968, S. 13–25
- Planung und Analyse von tierwissenschaftlichen Experimenten. In: Methoden und Verfahren  bei Tierversuchen, 1970, S. 31–35
- Bewertung von Vätern und genetischen Trends. Symposium zu Ehren von Dr. Jay L. Lush, 1973, S. 10–43
- Beste lineare unverzerrte Vorhersage und Prognose mit einem Auswahl-Modell. In: Biometrics, 1975, 57, 963-72
- Ein schnelles Verfahren zum Berechnen der inversen Matrix einer Beziehung. In: J. Dairy Sci., 58, 1975, S. 1727–30
- Kovarianzanalyse in gemischten Modellen mit ungleichen Zahlen in den Unterklassen. Mit C. R. Henderson Jr., Commun. Stat. Theor. Meth., 1979, 751-87
- ANOVA, MIVQUE, REML und ML-Algorithmen für die Schätzung der Varianzen und Kovarianzen. In: Tagungsbericht zum 50. Jahrestag des Iowa State University Lab., Ames,  1984, S. 258–80,
- MIVQUE und REML Schätzung der additiven und nichtadditiven genetischen Abweichungen. In: J. Anim. Sci., 61, 1985, 113-21

## Auszeichnungen
- 1955	Senior Fulbright Research Scholar (Neuseeland)
- 1964 Borden Award, höchste Auszeichnung der American Dairy Science Association
- 1964 Animal Breeding and Genetics Award der American Dairy Science Association[3]
- 1968 Award of Merit der Eastern Artificial Insemination Cooperative[4]
- 1969 Mitglied der Amerikanischen Gesellschaft für Statistik
- 1971 Morrison Award als höchste Auszeichnung der American Society of Animal Science
- 1977 Award der National Association of Animal Breeders der American Dairy Science Association
- 1980 Mitglied der Massey University Wellington (Neuseeland)
- 1981 Stiftungsprofessur an der Universität von Kalifornien, Davis
- 1981 Mitglied der American Society of Animal Science
- 1981 Hermann-von-Nathusius-Medaille in Gold der Deutschen Gesellschaft für Züchtungskunde (DGfZ)[5]
- 1982 Jay L. Lush Animal Breeding and Genetics Award der American Dairy Science Association
- 1984 Henry A. Wallace Award für Verdienste in der Landwirtschaft, Iowa State University[6]
- 1985 Alumni Research Award (der Iowa State University)
- 1985 Gastprofessor an der Universität von Kyoto, (Japan)
- 1985 gewähltes Mitglied der Nationalen Akademie der Wissenschaften der USA